# Кросненские анналы
Кросненские анналы (пол. Rocznik Krosnienski — Кросненский ежегодник) — написанные в начале XVI века членом городского совета на латинском языке исторические заметки (летопись) города Кросно. 
Единственная сохранившаяся рукопись анналов охватывает период с 1427 года по 1498 год. Анналы содержат сведения преимущественно о различных происшествиях в Кросно, иногда — в контексте отношений Польского королевства с соседними странами и государствами.

## Издания
- Rocznik Krosnienski / wydal A. Bielowski // MPH, Tomus 3. Lwow. 1878, p. 249-250[2].

## Переводы на русский язык
- Кросненские анналы в переводе А. С. Досаева на сайте Восточная литература